# Онкогінекологія
Онкогінекологія - розділ медицини, що знаходиться на стику онкології, гінекології, урології та ендокринології та вивчає доброякісні та злоякісні пухлини жіночої репродуктивної системи, їх етіологію, патогенез, методи їх профілактики, діагностики та лікування.
До предмету онкогінекології належать, зокрема, рак вагіни, рак шийки матки, карцинома ендометрію, рак яєчника, рак молочної залози, рак вульви.